# Wish You Were Here
Wish You Were Here je konceptualni album skupine Pink Floyd, obče priznan za enega njihovih najboljših (skupaj z The Dark Side of the Moon).  Posnet je bil pri Abbey Road Studios med januarjem in julijem 1975 in izdan 15. septembra 1975.

## Pregled
Album je posvečen bivšemu kitaristu in skladatelju Sydu Barrettu. Barrettova duševna bolezen in ekscentrično obnašanje sta mu po albumu A Saucerful of Secrets onemogočila, da bi še sodeloval s skupino. Album Wish You Were Here je bil prvotno sestavljen iz treh pesmi, ki so jih igrali samo v živo: »Shine On«, »Gotta Be Crazy« in »Raving and Drooling«. »Shine On« je bila preimenovana v »Shine On You Crazy Diamond«,ostali dve pa sta na naslednjem albumu Animals postali »Dogs« in »Sheep«. Waters je napisal še naslovno skladbo, ki je predstavljala trenutno razpoloženje v skupini in »Welcome to the Machine« ter »Have a Cigar«, ki karikirata slabo sodelovanje z založbo.
Wish You Were Here je bil tudi prvi album Pink Floyd, ki so ga izdali pri založbi Columbia Records (razen v Evropi, kjer so ostali pri EMI), s katero so začeli sodelovati leta 1973 po milijon dolarjev vrednem uspehu albuma The Dark Side of the Moon. Sodelovanje s Columbia Records (in CBS Records/Sony Record zuanj ZDA in Kanade) je ponudilo skupini popoln nadzor in lastništvo vseh njihovih posnetkov od tega albuma dalje (avtorske pravice so bile dodeljene Pink Floyd Music Ltd, Pink Floyd (1987) Ltd ali posameznim članom v solo izdajah).
Wish You Were Here je bil zadnji album do The Division Bell (1994), za katerega pesmi je napisal Richard Wright. To je bil zadnji album na katerem so dejavni sodelovali vsi člani, na naslednjih albumih je bil pisec pesmi le Roger Waters (npr., na dvojnem albumu The Wall sta bili samo dve pesmi, ki ju ni napisal).

## Barrettov obisk studia
Po zapisih v knjigah  Inside Out: A Personal History of Pink Floyd in Saucerful of Secrets: The Pink Floyd Odyssey je Syd Barrett obiskal studio med snemanjem stranskih vokalov za skladbo »Shine On You Crazy Diamond«, 5. junija 1975, na prvi poročni dan Davida Gilmourja. Prišel je nenajavljen in zaradi pridobljene teže ga člani skupine sprva sploh niso prepoznali. Obril si je tudi celo glavo, vključno z obrvmi (kar je bilo pozneje tudi nakazano v The Wall). Jerry Shirley ga je zamenjal za pripadnika sekte Hare Krišna. Ostali, ki so ga prepoznali, so se odzvali zelo čustveno (Waters je pozneje priznal, da je tudi jokal). Nato so zanj zaigrali nekaj pesmi, med drugim tudi »Shine On You Crazy Diamond« in »Wish You Were Here«, za katero je rekel, da se sliši starinsko. Ponudil se je tudi za kakršnokoli pomoč pri snemanju. Barretta skupina do tedaj ni videla pet let in od takrat dalje tudi ne. Richard Wright je zaradi obiska na koncu albuma vključil tudi refren »See Emily Play« (iz albuma The Piper at the Gates of Dawn.
David Gilmour je julija 2006 (tik pred Barrettovo smrtjo) v intervjuju za New York City radio povedal, da ni s Sydom govoril od leta 1975.

## Seznam skladb
| Stran 1 | Stran 1                                                                                | Stran 1 |
| Št.     | Naslov                                                                                 | Dolžina |
| ------- | -------------------------------------------------------------------------------------- | ------- |
| 1.      | „Shine On You Crazy Diamond (Parts I–V)‟ (David Gilmour, Richard Wright, Roger Waters) | 13:32   |
| 2.      | „Welcome to the Machine‟ (Waters)                                                      | 7:32    |

| Stran 2 | Stran 2                                                                                          | Stran 2 |
| Št.     | Naslov                                                                                           | Dolžina |
| ------- | ------------------------------------------------------------------------------------------------ | ------- |
| 1.      | „Have a Cigar‟ (Waters)                                                                          | 5:24    |
| 2.      | „Wish You Were Here‟ (Waters, Gilmour)                                                           | 5:40    |
| 3.      | „Shine On You Crazy Diamond (Parts VI–IX)‟ (Waters, Wright, Gilmour (Parts 6–8) Wright (Part 9)) | 12:29   |

## Zasedba
- David Gilmour – vokal, kitara, dodatna bas kitara, dodatne klaviature, sintetizator EMS Synthi AKS, razni efekti
- Roger Waters – vokal, bas kitara, dodatna kitara, VCS3, razni efekti
- Richard Wright – klaviature, VCS3, stranski vokali
- Nick Mason – bobni, tolkala, razni efekti

### Ostali glasbeniki
- Roy Harper – vokal v pesmi »Have a Cigar«
- Dick Parry – saksofon v pesmi »Shine on You Crazy Diamond«
- Venetta Fields – stranski vokali na »Shine on You Crazy Diamond«
- Carlena Williams – stranski vokali na »Shine on You Crazy Diamond«
- Stephane Grapelli – violina na »Wish You Were Here«